# Sudebnik
Sudebnikul (în limba rusă: cудебник), este un cod de legi în Rusia medievală.
Sudebnikul din 1497 este un cod de legi introdus de Ivan al III-lea, cod care a jucat un rol de primă mărime în procesul de centralizare a statului rus și de eliminare a fărâmițării feudale, cât și de unificare a sistemelor regionale de legi. Sudebnikul din 1497 a fost scris de Vladimir Gusev. 
Sudebnikul își avea rădăcinile în Russkaya Pravda, Codul de legi din Pskov, decretele cnejilor, dar și în diferitele tradiții locale, prevederile noului cod de legi ținând seama de prefacerile sociale și economice care avuseseră loc în zonă. În principal, Subednik era o colecție de proceduri legale. El stabilea un sistem general acceptat de instanțe de judecată, definea competențele și ierarhiile și reglementa sumele plătite în procesele judiciare. Sudebnikul adăuga infracțiuni noi la o listă tradițională, așa cum erau: răzvrătirea, profanarea, calomnia ș.a. De asemenea, redefinea diferite alte infracțiuni și crime și stabilea modalitațile de administrare a pedepselor, inclusiv al pedepsei cu moartea sau biciuirii. Noul cod de legi se ocupa și de apărarea proprietății funciare feudale. Astfel, încălcare dreptului de proprietate a cnejilor, mânăstirilor sau boierilor se pedepsea prin biciuire, în timp ce violarea proprietăților țărănești se pedepsea printr-o amendă. Sudebnikul introducea suma de răscumpărare пожилое (pojiloe) pentru țăranii care doreau să-și părăsească stăpânii feudali și stabilea perioada de o săptămână înainte și după ziua de 26 noiembrie (Юрьев день - Ziua lui Iuri) ca singură perioadă în care țăranii ruși puteau să-și schimbe moșierul. 